# Hospes nitidicollis
Hospes nitidicollis là một loài bọ cánh cứng trong họ Cerambycidae.